# Черния Питър
„Черния Питър“ (на английски: The Adventure of Black Peter) е разказ на писателя Артър Конан Дойл за известния детектив Шерлок Холмс. Включен е в книгата „Завръщането на Шерлок Холмс“, публикувана през 1905 година.

## Сюжет
Внимание:  Текстът по-долу разкрива сюжета на произведението (или части от него)!
При Холмс идва детективът от Скотланд Ярд Станли Хопкинс, който му съобщава, че е бил убит капитанът на китоловен кораб Питър Кери, когото наричат „Черния Питър“. Той е намерен в градината на дома му, прикован към стената с харпун. На масата има следи от употреба на алкохол и торбичка за тютюн с инициалите „П.K.“. Хопкинс казва на Холмс, че не са намерили повече следи, но Холмс не се доверява на младия си колега и отива заедно с Уотсън на местопрестъплението. Там Холмс открива, че някой се е опитвал да влезе в къщата. Холмс и Уотсън предлагат на Хопкинс да направят засада, и през нощта хващат един млад мъж на име Джон Хопли Нелжън, който влиза в къщата на Питър Кери търсейки деловите документи на баща си.
Някога Нелжън-старши е бил замесен във фалита на голяма банка и на всичките нейни вложители. Той избягва и се укрива с всички ценни книжа, които планира да продаде и да се разплати с вложителите. Но отплавайки през нощта с яхта, Нелжън-старши изчезва. Много години по-късно, някои от взетите ценни книжа, изведнъж се появяват на борсата, и тогава Джон Нелжън успява да разбере, че те се продават от Питър Кери. Ето защо Джон Нелжън се е опитал да разбере от Питър Кери как се е добрал до ценните книжа, взети от неговия баща, но тогава Кери вече е бил убит.
Детектив Хопкинс незабавно арестува Нелжън, и го обвинява в убийството на Кери, но Холмс категорично отхвърля тази версия. Основният аргумент срещу нея е: Нелжън-младши е прекалено слаб физически за да прикове с харпун Питър Кери към стената. Холмс кани Хопкинс да дойде на Бейкър Стрийт, където младият детектив става свидетел на странните действия на Холмс. Там Холмс кани поотделно трима моряци с предложение да участват в някаква експедиция. Първите двама Холмс тихо отпраща, като им плаща па една малка сума за „безпокойството“, но третия моряк, китоловецът на име Патрик Кеърнс, внезапно арестува, обявявайки го в убийството на Черния Питър. Детектив Хопкинс нищо не разбира от действията на Холмс, но задържаният моряк признава всичко.
Оказва се, че преди 12 години Патрик Кеърнс работи на кораба Питър Кери като китоловец с харпун. По време на буря, корабът на Кери среща в морето бедстваща яхта, в която е само един човек, Нелжън-старши, с неговите ценни книжа. През следващата нощ, Черния Питър, изкушени от ценния товар на Нелжън, тихо го хвърля в морето, но Патрик Кеърнс случайно го вижда и решава при възможност да изнудва Кери за това. След много години Кеърнс отива при Питър Кери и иска заплащане за мълчанието си, но пияния Кери се нахвърля върху изнудвача с нож. И тогава Кеърнс, за да спаси живота си, заковава бившия си капитан с харпун към стената.

## Адаптации
През 1922 г. разказът е екранизиран във Великобритания в едноименния филм с участието на Ейли Норууд в ролята на Холмс и Хюбърт Уилис в ролята на Уотсън.
Екранизиран е отново през 1968 г. във Великобритания с участието на Питър Кушинг в ролята на Холмс и на Найджъл Сток като Уотсън. 